# Городское поселение рабочий посёлок Мошково
Городско́е поселе́ние рабочий посёлок Мошково — муниципальное образование в Мошковском районе Новосибирской области Российской Федерации.
Административный центр — рабочий посёлок Мошково.

## История
Статус и границы городского поселения установлены Законом Новосибирской области от 2 июня 2004 года № 200-ОЗ «О статусе и границах муниципальных образований Новосибирской области»

## Население
| 2002   | 2010    | 2012    | 2013  | 2014  | 2015  | 2016  |
| ------ | ------- | ------- | ----- | ----- | ----- | ----- |
| 10 744 | ↘10 262 | ↘10 093 | ↘9903 | ↘9678 | ↘9524 | ↗9717 |
| 2017   | 2018    | 2019    | 2020  | 2021  |       |       |
| ↗9910  | ↘9873   | ↘9689   | ↘9563 | ↗9733 |       |       |

## Состав городского поселения
| № | Населённый пункт | Тип населённого пункта                  | Население |
| - | ---------------- | --------------------------------------- | --------- |
| 1 | Мошково          | рабочий посёлок, административный центр | ↗9691     |
| 2 | Новослободка     | посёлок                                 | ↘4        |
| 3 | Порос            | посёлок                                 | ↗34       |